# 竹内夢
竹内 夢（たけうち ゆめ、1999年10月15日 - ）は、日本の女優、タレント。北海道札幌市出身。舘プロ所属。テアトルエンターテインメントとは業務提携を結んでいる。

## 人物
- 特技はスキー、スノーボード、バスケットボール、ギター。

## 出演

### テレビ番組
- おとうさんといっしょ（2018年4月8日 - 、NHK BSプレミアム→NHK Eテレ） - ゆめ 役
- 痛快TV スカッとジャパン（2021年12月13日、フジテレビ） - 長島京香 役
- アウト×デラックス2023 マスクとアウトは個人の判断に任せまSP（2023年3月30日、フジテレビ）

### テレビドラマ
- 光る君へ（2024年5月12日 - 、NHK） - 藤原光子 役[2][3][4]

### ウェブドラマ
- 死神さん2（2022年9月、Hulu） - ミドリ 役[5]

### 舞台
- カードファイト!!ヴァンガード ～バーチャル・ステージ～（2016年1月5日 - 11日、AiiA 2.5 Theater Tokyo） - 先導エミ 役
- ミュージカル「美少女戦士セーラームーン」- セーラーマーキュリー / 水野亜美 役
  - 美少女戦士セーラームーン -Amour Eternal-（2016年10月 - 11月、AiiA 2.5 Theater Tokyo / キャナルシティ劇場 / サンケイホールプリーゼ）
  - 美少女戦士セーラームーン -Le Mouvement Final-（2017年9月 - 10月、AiiA 2.5 Theater Tokyo / アイプラザ豊橋 / 梅田芸術劇場シアター・ドラマシティ）
- 都落ちコンダクターの一振（2017年5月24日 - 29日、新宿村LIVE） - 松宮春華 役
- イケメン革命◆アリスと恋の魔法 THE STAGE（2018年1月） - ヒロイン・アリス 役
- ミュージカル「少女革命ウテナ」 - 篠原若葉 役
  - 少女革命ウテナ〜白き薔薇のつぼみ〜（2018年3月8日 - 18日、CBGKシブゲキ!!）
  - 少女革命ウテナ～深く綻ぶ黒薔薇の～（2019年6月29日 - 7月7日、シアターGロッソ）
- 魔法先生ネギま! 〜お子ちゃま先生は修行中!〜（2018年7月12日 - 16日、AiiA 2.5 Theater Tokyo） - 早乙女ハルナ 役[6]
- 十二大戦（2018年5月4日 - 13日、新神戸オリエンタル劇場 / シアター1010） - 砂粒 役
- 「僕のヒーローアカデミア」The "Ultra" Stage - 麗日お茶子 役
  - 「僕のヒーローアカデミア」The "Ultra" Stage（2019年4月12日 -  21日、天王洲 銀河劇場 / 4月26日 - 29日、サンケイホールブリーゼ）[7]
  - 「僕のヒーローアカデミア」The “Ultra” Stage 本物の英雄（ヒーロー）（2020年3月6日 - 4月5日、品川プリンスホテル ステラボール / 梅田芸術劇場 シアター・ドラマシティ）[8]
  - 「僕のヒーローアカデミア｣ The “Ultra” Stage 本物の英雄 PLUS ULTRA ver.（2020年7月17日 - 26日、TOKYO DOME CITY HALL）[9]
  - 「僕のヒーローアカデミア」The “Ultra” Stage 本物の英雄 PLUS ULTRA ver.（2021年12月3日 - 26日、TOKYO DOME CITY HALL / 京都劇場）
  - 「僕のヒーローアカデミア」The “Ultra” Stage 最高のヒーロー（2023年4月29日 - 5月21日、天王州 銀河劇場 他）
- リビングルームミュージカル（2019年11月25日 - 30日、e-plus リビングルームカフェ&ダイニング）
- 劇団ナイスコンプレックス『キスより素敵な手を繋ごう』（2021年2月20日 - 28日、あうるすぽっと） - 長谷川一恵 役
- オープニングナイト（2021年7月2日 - 11日、日本青年館ホール） - 山城奈央 役
- 少女☆歌劇 レヴュースタァライト - リュウ・メイファン 役
  - 少女☆歌劇 レヴュースタァライト -The LIVE エーデル- Delight（2022年2月18日 - 27日、天王洲 銀河劇場）[10]
  - 少女☆歌劇 レヴュースタァライト -The STAGE 中等部- Regalia（2022年10月14日 - 24日、飛行船シアター）[11]
  - 少女☆歌劇 レヴュースタァライト -Re LIVE- Reading Theatre 第三弾「ロイヤルリテイナー」（2023年4月1日・2日、科学技術館 サイエンスホール）[12]
  - 少女☆歌劇レヴュースタァライト -Edel Bühne- ～朗読劇 エリュシオン 神世の章～（2024年4月27日・28日、Theater Mixa（シアターミクサ））[13]
- LEGEND STAGE PRODUCE『ダッドシューズ』 - 姫川舞美 役
  - 『ダッドシューズ』（2023年1月26日 - 2月5日、シアター1010 / クールジャパンパーク大阪  WWホール）
  - 『ダッドシューズ 2025』（2025年3月8日 - 17日、ヒューリックホール東京 / 3月22日・23日、クールジャパンパーク大阪  WWホール）[14]
- チノハテ（2023年7月6日 - 16日、赤坂RED/THEATER） - サラ 役
- CINEMATIC STAGE『危いことなら銭になる』（2023年10月7日 - 15日、ニッショーホール / 10月21日・22日、京都劇場） - 秋山とも子 役[15]
- 舞台『呪術廻戦』- 京都姉妹校交流会・起首雷同 -（2023年12月15日 - 31日、天王洲 銀河劇場 / 2024年1月6日 - 14日、AiiA 2.5 Theater Kobe） - 三輪霞 役[16]
- 朗読劇『青野くんに触りたいから死にたい』presented by eeo Stage（2024年9月11日 - 16日、CBGKシブゲキ!!） - 堀江美桜 役[17]
- 『ワールドトリガー the Stage』ガロプラ迎撃編（2024年10月25日 - 11月4日、シアターH / 11月9日・10日、キャナルシティ劇場 / 11月15日 - 17日、COOL JAPAN PARK OSAKA WWホール / 11月22日 - 24日、天王洲 銀河劇場） - 香取葉子 役[18]
- 朗読劇「ROOM」2025（2025年6月30日・7月1日、シアターサンモール）[19]
- ミュージカル『PandoraHearts』（2025年11月7日 - 16日〈予定〉、シアターH） - アリス 役[20]

### コンサート
- おとうさんといっしょ 出張レオてつコンサート
  - （2018年5月26日、綾瀬市オーエンス会館）
  - （2018年7月29日、鴻巣市文化センター 大ホール）
  - （2018年8月5日、NHKスタジオパーク）
  - （2018年9月8日、伊勢崎市文化会館 大ホール）
  - （2018年10月6日・7日、オアシス21 銀河の広場）
  - （2018年11月3日・4日、NHK大阪放送会館）
  - （2018年11月25日、NHK松山放送局）
  - （2019年3月23日、NHKスタジオパーク）
  - （2019年5月18日、アプラたかいし）
  - （2019年7月20日、滋賀県立文化産業交流会館）
  - おとうさんといっしょ レオレオステージショー in 大分（2019年3月30日、J:COMホルトホール大分 大ホール）
- みんなでわくわくフェスティバル!!
- みんなで ゆめのももたろう
- からだ!うごかせ!元気だボーン!

### Webアニメ
- 少女☆寸劇 オールスタァライト（2019年、リュウ・メイファン[21]）

### ゲーム
- 少女☆歌劇 レヴュースタァライト -Re LIVE-（2018年、リュウ・メイファン[22]）

### CM
- 大塚製薬

### ミュージックビデオ
- Mrs. GREEN APPLE「どこかで日は昇る」

### その他イベント
- ANIMAX presents「ウタヒメドリーム」史上最大の3rdライブ～超重大発表を現地で皆様と～supported by Lemino（2025年2月24日、豊洲PIT）[23]

## ディスコグラフィ
| 発売日       | タイトル | 収録曲                                                                                           | 備考 |
| ------------ | -------- | ------------------------------------------------------------------------------------------------ | --- |
| 2021年5月5日 | rêve     | 1. 月とハニー 2. illmirain 3. アイノウタ 4. Brand New Shoes 5. LOOKING FOR YOU 6. 時をかける少女 | #1 - 5はシライシ紗トリ作詞作曲。#5では竹内も姉の竹内心とともに初の作詞作曲に参加している。#6は松任谷由実が作詞作曲し原田知世に提供した同名映画の主題歌のカバー。 |

| 発売日   | 収録アルバム                                                             | 歌 | 楽曲 | 備考                                                                     |
| 2019年   | 2019年                                                                   | 2019年 | 2019年 | 2019年                                                                   |
| -------- | ------------------------------------------------------------------------ | --- | --- | ------------------------------------------------------------------------ |
| 2月6日   | 「おとうさんといっしょ」うたのアルバム ゴー! ゴー! エクスプローラーズ    | ゆめ（ 竹内夢 ） たいせい（ 木戸大聖 ） シュッシュ（ 柳原哲也〈アメリカザリガニ〉 ） ポッポ（ 野口かおる ） パンタン駅長（ 岩崎ひろし ） | - 「ゴー!ゴー!エクスプローラーズ」 - 「てをふろう」 - 「ガッタン & ゴットン」 - 「きみはぼくのともだち」 - 「お父さんは こどもだった」 - 「☆ピンクドラゴンのでんせつ」 - 「E7系っていいな」 - 「パパふんじゃった」 - 「あいうえおじさん」 - 「ティンガリング♪ダンス」 - 「ねがおに ありがとう」 - 「でんでんのうた」 - 「おねだり侍」 - 「青空のゴーサイン」 - 「ながれぼし (ゆめちゃんギターVer.)」 - 「Happy Birthday To You (ゆめちゃんギターVer.)」 | テレビ番組『おとうさんといっしょ』関連曲                                 |
| 2月27日  | プラチナ・フォルテ                                                       | シークフェルト音楽学院 | - 「プラチナ・フォルテ」 - 「ディスカバリー!」 | ゲーム『少女☆歌劇 レヴュースタァライト -Re LIVE-』関連曲                 |
| 10月16日 | 少女☆歌劇 レヴュースタァライト レヴューアルバム ラ・レヴュー・エターナル | 星見純那（ 佐藤日向 ） リュウ・メイファン（ 竹内夢 ） 田中ゆゆ子（ 佐伯伊織 ） 野々宮ララフィン（ 富田美憂 ）                            | 「御してぎょしゃ座」 | ゲーム『少女☆歌劇 レヴュースタァライト -Re LIVE-』関連曲                 |
| 2022年   |                                                                          | | |                                                                          |
| 4月20日  | Delight to me!【Delight ver.】                                           | シークフェルト音楽学院 | 「Delight to me!」 | 舞台『少女☆歌劇 レヴュースタァライト -The LIVE エーデル- Delight』関連曲 |
| 4月20日  | Delight to me!【Delight ver.】                                           | シークフェルト音楽学院、青嵐総合芸術院、西條クロディーヌ（相羽あいな）、夢大路文（倉知玲鳳）、胡蝶静羽（佐々木未来）                     | 「Everlasting Show to the SHOW!」 | 舞台『少女☆歌劇 レヴュースタァライト -The LIVE エーデル- Delight』関連曲 |
| 4月20日  | Delight to me!【エーデル ver.】                                          | シークフェルト音楽学院 | 「Everlasting Show to the SHOW!〜エーデル ver.〜」 | 舞台『少女☆歌劇 レヴュースタァライト -The LIVE エーデル- Delight』関連曲 |
| 9月21日  | レヴューアルバム アルカナ・アルカディア                                  | 雪代晶（野本ほたる）、リュウ・メイファン（竹内夢）、巴珠緒（楠木ともり）、神楽ひかり（三森すずこ）、西條クロディーヌ（相羽あいな）       | 「永遠ハ死シテ生キル」 | ゲーム『少女☆歌劇 レヴュースタァライト -Re LIVE-』関連曲                 |

### ユニットメンバー
1. 1 2 3 4  雪代晶（野本ほたる）、鳳ミチル（尾崎由香）、リュウ・メイファン（竹内夢）、鶴姫やちよ（工藤晴香）、夢大路栞（遠野ひかる）
2. ↑  柳小春（七木奏音）、南風涼（佃井皆美）、穂波氷雨（門山葉子）